# Andriana pyramidata
Espèce
Statut de conservation UICN

 LC  : Préoccupation mineure
Andriana pyramidata est une espèce d'insectes orthoptères de la famille des Tetrigidae.

## Distribution
Cette espèce est endémique de Madagascar. Elle a été observée dans l'est de l'île dans le parc national de Ranomafana, la réserve spéciale d'Analamazoatra et le parc national de Zahamena.

## Habitat
Elle vit dans la forêt tropicale humide de plaine et de montagne.

## Publication originale
- Rehn, 1929 : New and little-known Madagascar grouse-locusts (Orthoptera, Acrididae, Acrydiinae). Proceedings of the Academy of Natural Sciences of Philadelphia, vol. 81, p. 477-519.